# فرضية عالم الحديد والكبريت

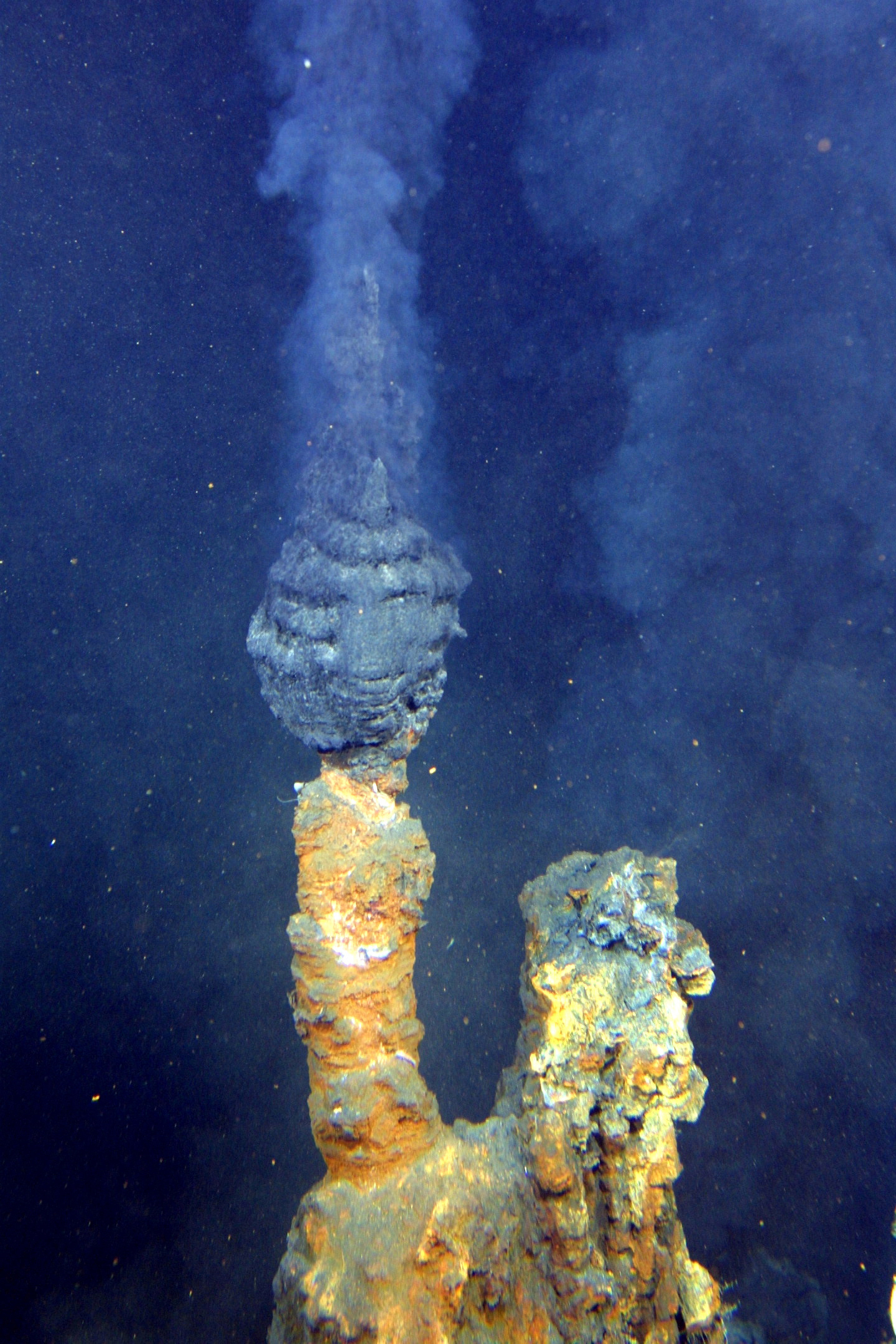

فرضية عالم الحديد والكبريت هي مجموعة من المقترحات لمنشأ وأصل الحياة وتطورها المبكر قدمت في سلسلة من المقالات بين عامي 1988 و 1992 من قبل غونتر فاكترشوسر، وهو محامي براءات الاختراع في مدينة ميونيخ وحامل شهادة في الكيمياء، وبدعم وتشجيع من الفيلسوف كارل بوبر لنشر أفكاره. تقترح الفرضية أن الحياة المبكرة قد تكونت على سطح معادن كبريتيد الحديد (مجموعة من المركبات الكيميائية تتكون من الحديد والكبريت)، ومن هنا جاءت التسميته.